# ミュージック・イン・ブック
『ミュージック・イン・ブック 〜音楽と文学の交差点〜』（ミュージック・イン・ブック おんがくとぶんがくのこうさてん）は、NHKラジオ第1放送で、2014年4月2日から2018年3月22日まで放送された文学・音楽のトーク番組。

## 概要
この番組は、毎回様々な作家をゲストに迎え、「文学」と「音楽」の2つの芸術を「クロスオーバー」で語りながら、「新たな味わい方」を示す、新しい形のトーク・音楽番組。
2012年12月31日と2013年1月1日にそれぞれ平野啓一郎と川上未映子をゲストに迎え特集番組として放送され、2014年4月よりレギュラー化。
毎月、作家をゲストに迎え、各種テーマに応じた曲を松浦寿輝とゲストのトークとともに、複数週にわたって紹介。

## 放送時間
- 毎週水曜 21:30 - 21:55（原則として最終週は休止し『ムーンライトシャワー』を放送。ただし月によっては最終週も放送する場合がある。<特に8月など>）

## パーソナリティ
- 松浦寿輝（作家・詩人）

## 放送内容
テーマについては、基本的に水曜日が月に4週ある時は、3週1セットとして「自作を巡る音楽」「仕事（創作）とともにある音楽」「愛読書を巡る音楽」。5週ある時は4週1セットとして左記の3項目に加え、「ゲストの想い出に残る音楽」を取り上げるのが基本となっている。
| 放送日                                             | ゲスト     | テーマ                         | 楽曲 |
| -------------------------------------------------- | ---------- | ------------------------------ | --- |
| 2014年 04月02日                                    | 川上弘美   | 自作をめぐる音楽               | - ゆっくりさよならをとなえる（貴水玲央） |
| 04月09日                                           | 川上弘美   | 仕事とともにある音楽           | - 美しき生命（コールドプレイ） |
| 04月16日                                           | 川上弘美   | 愛読書をめぐる音楽             | - バイ・ディス・リヴァー（ブライアン・イーノ） |
| 04月23日                                           | 川上弘美   | 思い出の曲                     | - 別れのサンバ（長谷川きよし） |
| 05月14日                                           | 堀江敏幸   | 自作をめぐる音楽               | - ザ・クラスト（スティーブ・レイシー） |
| 05月21日                                           | 堀江敏幸   | 愛読書を巡る音楽               | - 交響曲 第6番“田園”から第3楽章“田舎の人々の楽しいつどい”（ジョージ・セル〈指揮〉、クリーブランド管弦楽団〈管弦楽〉） |
| 06月04日                                           | 堀江敏幸   | 創作とともにある音楽           | - フィールズ・オブ・ゴールド（エヴァ・キャシディ） |
| 06月11日                                           | 綿矢りさ   | 自作をめぐる音楽               | - 箒星（Mr.Children） |
| 06月18日                                           | 綿矢りさ   | 愛読書を巡る音楽               | - グノシエンヌ：第1番（ピアノ）（高橋アキ） |
| 06月25日                                           | 綿矢りさ   | 創作とともにある音楽           | - 君は天然色（大滝詠一） |
| 07月09日                                           | 平野啓一郎 | 自作をめぐる音楽               | - からつ風野郎（三島由紀夫） |
| 07月16日                                           | 平野啓一郎 | 愛読書を巡る音楽               | - 夜のガスパール〜第1曲「水の精」（マルタ・アルゲリッチ） |
| 07月23日                                           | 平野啓一郎 | 思い出の音楽                   | - エル・パニュエロ（ブレリアス）（パコ・デ・ルシア） |
| 07月30日                                           | 平野啓一郎 | 最近気になる音楽               | - ノー・ウォーリーズ（ロバート・グラスパー） |
| 08月27日                                           | 片岡義男   | 自作をめぐる音楽               | - アンスロポロジー（クロード・ソーンヒル） |
| 09月03日                                           | 片岡義男   | 愛読書を巡る音楽               | - オール・マイ・ラヴィング（松岡計井子） |
| 09月10日                                           | 片岡義男   | 思い出の音楽                   | - 無情の夢（有馬徹とノーチェ・クバーナ） |
| 09月17日                                           | 片岡義男   | コーヒーと街と音楽と           | - ディア・オールド・ストックホルム（マイルス・デイヴィス） |
| 10月01日                                           | 穂村弘     | 自作をめぐる音楽               | - リンダ リンダ（ザ・ブルーハーツ） |
| 10月08日                                           | 穂村弘     | 短歌を巡る音楽                 | - うみ（眞理ヨシコ） |
| 10月15日                                           | 穂村弘     | 創作とともにある音楽           | - 非情のライセンス（野際陽子） |
| 10月22日                                           | 穂村弘     | 思い出の音楽                   | - 潜水艦（ゲルニカ） |
| 11月05日                                           | 小川洋子   | 自作をめぐる音楽               | - かごの中のジョニー（くるり） |
| 11月12日                                           | 小川洋子   | 愛読書をめぐる音楽             | - この素晴らしき世界（ルイ・アームストロング） |
| 11月19日                                           | 小川洋子   | 創作とともにある音楽           | - 弦楽四重奏曲 ヘ長調 第一楽章（ケラー四重奏団） |
| 12月03日                                           | 奥泉光     | 自作をめぐる音楽               | - セイ・イット（オーヴァー・アンド・オーヴァー・アゲイン）（ジョン・コルトレーン・クァルテット） |
| 12月10日                                           | 奥泉光     | 愛読書と創作をめぐる音楽       | - ラウンド・アバウト・ミッドナイト（マイルス・デイヴィス） |
| 12月17日                                           | 奥泉光     | フルートと創作にまつわる音楽   | - ユー・ドント・ノウ・ホワット・ラヴ・イズ（エリック・ドルフィー） |
| 12月24日                                           | 奥泉光     | 夢を育んだ音楽                 | - フェアウェル・ジングル・ベル（フルート：奥泉光、ピアノ：デイヴ・ブルーベック） |
| 2015年 01月07日                                    | 柴崎友香   | 自作をめぐる音楽               | - トライ（ジャスト・ア・リトル・ビット・ハーダー）（ジャニス・ジョップリン） |
| 01月14日                                           | 柴崎友香   | 創作を支える本と映画の音楽     | - カラシニコフ（ゴラン・ブレゴヴィッチ） |
| 01月21日                                           | 柴崎友香   | 創作とともにある音楽           | - バレエ音楽“春の祭典”第1部 大地礼賛（作曲：ストラヴィンスキー、指揮：イーゴリ・マルケヴィチ、演奏：日本フィルハーモニー交響楽団） |
| 02月04日                                           | 角田光代   | 自作をめぐる音楽               | - ラスト・フォー・ライフ（イギー・ポップ） |
| 02月11日                                           | 角田光代   | 愛読書をめぐる音楽             | - ベルガマスク組曲から“月の光”（作曲：ドビュッシー、ピアノ：ジャン＝イヴ・ティボーデ） |
| 02月18日                                           | 角田光代   | 思い出の音楽                   | - 宿命の女（ヴェルヴェット・アンダーグラウンド&ニコ） |
| 03月04日                                           | 島田雅彦   | 自作をめぐる音楽               | - 楽劇“トリスタンとイゾルテ”から“前奏曲と愛の死”（作曲：ワーグナー、指揮：カール・ベーム、演奏：ウィーン・フィルハーモニー管弦楽団） |
| 03月18日                                           | 島田雅彦   | 創作とともにある音楽           | - “音楽の捧げもの”から“6声のリチェルカーレ”（作曲：ヨハン・ゼバスティアン・バッハ、指揮：カール・リヒター、演奏：ミュンヘン・バッハ管弦楽団） |
| 03月25日                                           | 島田雅彦   | 思い出の音楽                   | - 交響曲 第5番第4楽章（作曲：アントン・ブルックナー、演奏：ミュンヘン・フィルハーモニー管弦楽団、指揮：セルジュ・チェリビダッケ） |
| 04月01日                                           | 沢木耕太郎 | 自作をめぐる音楽               | - 積み荷のない船（井上陽水） |
| 04月8日                                            | 沢木耕太郎 | お気に入りの映画音楽           | - 恋する輪廻 オーム・シャンティ・オームのテーマ（シャーン） |
| 04月15日                                           | 沢木耕太郎 | 創作とともにある音楽           | - イングリッシュマン・イン・ニューヨーク（スティング） |
| 04月22日                                           | 沢木耕太郎 | 思い出の音楽                   | - 蒙古放浪の歌（加藤登紀子） |
| 05月06日                                           | 津村記久子 | 自作をめぐる音楽               | - エヴリシング・フロウズ（ティーンエイジ・ファンクラブ） |
| 05月13日                                           | 津村記久子 | お気に入りの映画音楽           | - エヴリ・ティアドロップ・イズ・ア・ウォーターホール（コールドプレイ） |
| 05月20日                                           | 津村記久子 | 創作とともにある音楽           | - 4つの即興曲D899 第1曲ハ短調（作曲：シューベルト、ピアノ：フリードリヒ・グルダ） |
| 06月03日                                           | 筒井康隆   | 自作をめぐる音楽               | - 小さな世界 イッツ・ア・スモールワールド（東京荒川少年少女合唱隊） |
| 06月10日                                           | 筒井康隆   | お気に入りの映画音楽           | - ラム・アンド・コカ-コーラ（アンドリューズ・シスターズ） |
| 06月17日                                           | 筒井康隆   | 創作とともにある音楽           | - 亡き王女のためのパヴァーヌ（作曲：ラヴェル、管弦楽：国立リヨン歌劇場管弦楽団、指揮：ケント・ナガノ） |
| 07月01日                                           | 高橋源一郎 | 自作をめぐる音楽               | - アイ・ワズ・ボーン・トゥ・ラヴ・ユー (クイーン） |
| 07月08日                                           | 高橋源一郎 | 愛読書をめぐる音楽             | - アフロ・ブルー（エリカ・バドゥ、ロバート・グラスパー・エクスペリメント） |
| 07月15日                                           | 高橋源一郎 | 思い出の音楽                   | - ラヴ・シック・パートツー（ヌジャベス、シンゴ・ツー） |
| 07月22日                                           | 鴻巣友季子 | 自作をめぐる音楽               | - アッシャー家の崩壊 (演奏：モンテカルロ・フィルハーモニー管弦楽団、指揮：ジョルジュ・プレートル） |
| 07月29日                                           | 鴻巣友季子 | お気に入りの映画をめぐる音楽   | - トゥルビヨン（ジャンヌ・モロー） |
| 08月05日                                           | 鴻巣友季子 | 思い出の音楽                   | - 組曲“ホルベアの時代から”前奏曲(作曲：グリーグ、演奏：ベルリン・フィルハーモニー管弦楽団、指揮：ヘルベルト・フォン・カラヤン） |
| 08月25日                                           | 町田康     | 自作を巡る音楽                 | - 「ピーチズIII」（演奏：フランク・ザッパ） - 「ワイルド・サイドを歩け」（演奏：ルー・リード） - 「ノミ・ソング」（演奏：クラウス・ノミ） |
| 09月02日                                           | 町田康     | 自作を巡る音楽                 | - 「ワン・ラヴ／ピープル・ゲット・レディ」（歌：ボブ・マーリー＆ザ・ウェイラーズ） - 「イマジン」（歌：ジョン・レノン） - 「河内音頭・お茶々づくし音頭（世紀またぎリミックス）」（歌：河内家菊水丸）                                                |
| 09月09日                                           | 町田康     | 思い出の音楽                   | - 「ロウ・ライフ」（演奏；パブリック・イメージ・リミテッド） - 「ファーザー・キャンノット・エール」（演奏：カン） - 「フロウンランド」（演奏：キャプテン・ビーフハート＆ヒズ・マジック・バンド）                                                    |
| 09月16日                                           | 町田康     | 思い出の音楽                   | - 「モーリーン」（演奏：シャーデー） - 「ついておいで」（演奏：パット・メセニー・グループ） - 「ママ・ルー」（演奏：ドクター・ジョン） |
| 10月07日                                           | 江國香織   | 自作を巡る音楽                 | - 「シーズ・ガット・ア・ウェイ」（歌：ビリー・ジョエル） - 「外は寒いよ」（歌：ロッド・スチュワート、ドリー・パートン） - 「フラット・フット・フルージー」（歌：スリム＆スラム）                                                                    |
| 10月14日（当初予定） 0→10月21日                    | 江國香織   | お気に入りの本と映画を巡る音楽 | - 「ザ・マン・アイ・ラヴ」（歌：ビリー・ホリデイ） - 「レッツ・コール・ザ・ホール・シング・オフ」（歌：ハリー・コニック・ジュニア） - 「ワイルドで行こう」（歌：ステッペン・ウルフ）                                                                |
| 10月21日（当初予定） 0→10月28日 0→12月23日（予定） | 江國香織   | 思い出の音楽                   | - 「サムライ」（歌：沢田研二） - 「かわいそうなジャン」（歌：エディット・ピアフ） - 「コメディー・ワルツ」（歌：フェアー・グラウンド・アトラクション）                                                                                              |
| 11月4日                                            | 星野智幸   | 自作を巡る音楽                 | - 「アルフォンシーナと海」（歌：波多野睦美、ギター、リュート：つのだたかし） - 「ロコへのバラード」（演奏：アメリータ・バルタル） - 「ラ・ゴロンドリーナ」（歌：トリオ・ロス・パンチョス）                                                          |
| 11月11日                                           | 星野智幸   | お気に入りの映画を巡る音楽     | - 「「アントニー・ガウディー・パート11」（演奏：東京コンサーツ） - 「最後の一杯で」（演奏：チャベラ・バルガス） - 「“トリスタンとイゾルデ”第3幕から“イゾルデの愛の死”」（指揮：ダニエル・バレンボイム、管弦楽：ベルリン・フィルハーモニー管弦楽団） |
| 11月18日                                           | 星野智幸   | 思い出の音楽                   | - 「けだるい静寂」（歌：コクトー・ツインズ） - 「娘たちを見る為に」（歌：マリーザ・モンチ） - 「君の写真」（歌：ジャン・マルコ） |